# Christine Wachtel
Christine Wachtel (Altentreptow, 6 januari 1965) is een Duits atleet.
Op de Olympische Zomerspelen van 1988 liep Wachtel naar een zilveren medaille op de 800 meter. Vier jaar later nam ze weer deel aan deze afstand op de Olympische Zomerspelen van Barcelona in 1992.
Op 1 augustus 1990 liep Wachtel op de Internationales Stadionfest een wereldrecord op de 1000 meter.
Wachtel werd driemaal wereldkampioene indoor op de 800 meter, in 1987, 1989 en 1991.
- World Athletics: 14343267